# HaKirya

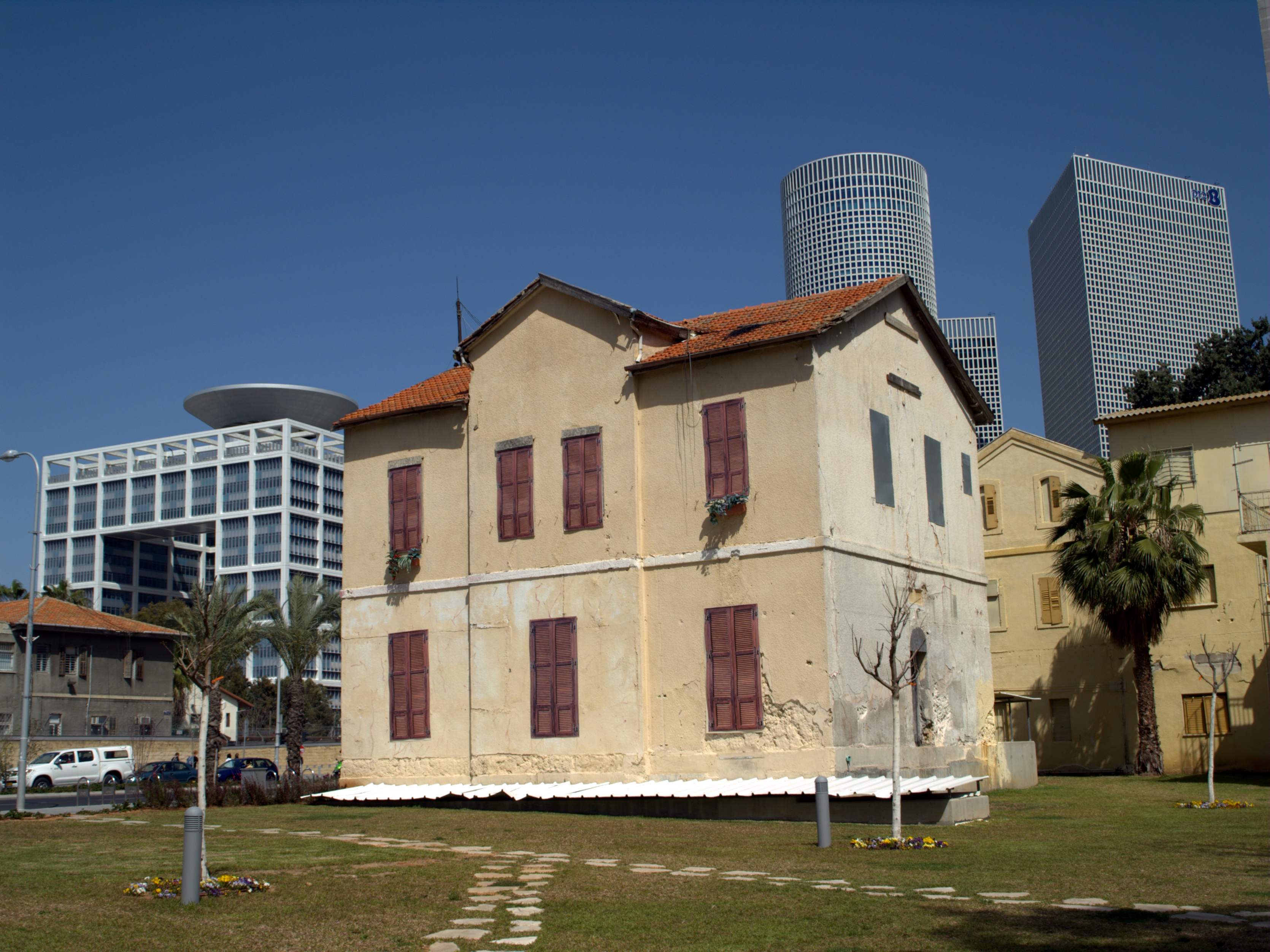
I resti degli edifici templari di Sarona ad HaKirya.

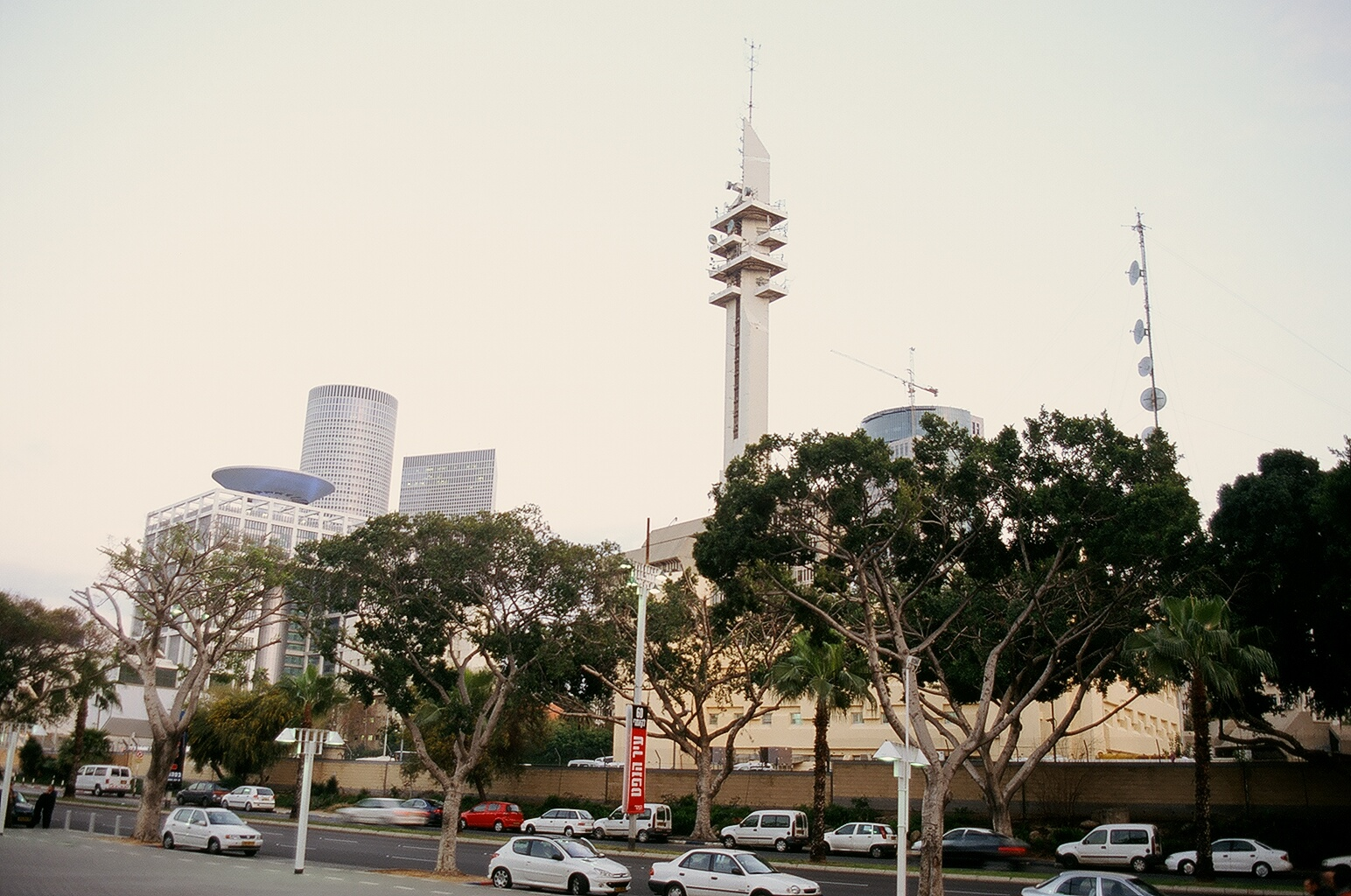
La torre Marganit, una delle più alte strutture di Tel Aviv e vecchio punto di riferimento di HaKyria

HaKirya (ebraico: הַקִּרְיָה, letteralmente: il Campus), è un'area centrale di Tel Aviv, di cui fanno parte la base militare del Campo Rabin a nord e l'area civile a sud.
Ad HaKirya si trova il governo centrale del distretto di Tel Aviv e la più grande base delle forze di difesa israeliane Campo Rabin (מַחֲנֶה רַבִּין, Mahaneh Rabin), così chiamata in onore dell'ex primo ministro israeliano Yitzhak Rabin.